# Crying (band)
Crying is een Amerikaanse band uit Purchase in de staat New York opgericht in 2013. De groep bestaat uit Elaiza Santos (zang), Ryan Galloway (gitaar, keyboard) en Nick Corbo (drums).

## Geschiedenis
Crying bracht twee ep's uit voordat in 2016 hun eerste album verscheen, Beyound the Fleeting Gales.

### Naam
De bandnaam ontstond voornamelijk doordat niemand deze naam nog had geclaimd, in tegenstelling tot andere overwogen namen.

## Leden
- Elaiza Santos (zang)[1]
- Ryan Galloway (gitaar en synth programming)
- Nick Corbo (drums)

## Discografie
- 2016 - Beyond the Fleeting Gales (lp)
- 2014 - Get Olde (ep)
- 2014 - Get Olde/Second Wind (ep)